# Матвієнко Ігор Григорович
Ігор Григорович Матвієнко (нар. 17 травня 1971, Дніпропетровськ) — український яхтсмен, олімпійський чемпіон.
Навчався в Широківській СШ № 1 та Широківській ДЮСШ (відділення волейболу, тренер Г. І. Андрух).
Закінчив Дніпропетровський державний інститут фізичної культури і спорту. Чемпіон (2001 р.), срібний призер (1998 р.) та бронзовий призер (2000 р.) світу. Чемпіон (2001 р.), срібний призер (1997 р.) Європи. Чемпіон XXVI Олімпійських ігор (1996 р.) у класі яхт «470» (стерновий — Євген Браславець). Виступав за спортивний клуб Міністерства оборони — «Україна» (Дніпропетровськ). Брав участь у XXVIII Олімпійських іграх (2004 р.).

## Державні нагороди
- Відзнака Президента України — хрест «За мужність» (7 серпня 1996) — за видатні спортивні перемоги на XXVI літніх Олімпійських іграх в Атланті, особистий внесок у піднесення авторитету і престижу України в світі[2]